# Березова (притока Ворскли)
Березова (рос. Р. Березовая) — річка в Росії у Борисовському й Грайворонському районах Бєлгородської області. Права притока річки Ворскли (басейн Дніпра).

## Опис
Довжина річки приблизно 15,09 км, площа басейну водозбору 42,0 км, найкоротша відстань між витоком і гирлом — 8,07 км, коефіцієнт звивистості річки — 1,12. Формується декількома безіменними струмками та загатами.

## Розташування
Бере початок на південно-східній околиці села Березівки. Тече переважно на північний захід через село й на південно-східній околиці села Головчіно впадає в річку Ворсклу, ліву притоку річки Дніпра.

## Цікаві факти
- У XX столітті на річці існували 2 водокачки, 2 молочно-товарні ферми, 1 птахофабрика, 3 газгольдери та декілька газових свердловин[3].